# Республика Македония на «Детском Евровидении — 2004»
Северная Македония участвовала в «Детском Евровидении — 2004», проходившем в Лиллехаммере, Норвегия, 20 ноября 2004 года. На конкурсе страну представила Мартина Сильяновска с песней «Забава», выступившая седьмой. Она заняла седьмое место, набрав 64 балла.

## Национальный отбор
Национальный отбор прошёл 26 июня 2004 года. Победитель был выбран комбинацией голосов от жюри (50%) и телезрителей (50%).
| Евросонг за деца 2004 — 26 июня 2004 | Евросонг за деца 2004 — 26 июня 2004                                        | Евросонг за деца 2004 — 26 июня 2004 |
| №                                    | Артист                                                                      | Песня                                |
| ------------------------------------ | --------------------------------------------------------------------------- | ------------------------------------ |
| 01                                   | Любинка Петрушевска                                                         | «На врата тропа љубовта»             |
| 02                                   | Елена Димовска                                                              | «Ако дойде краj»                     |
| 03                                   | Глигор Динев, Ева Христовская, Рубен Юсуф, Вероника Шияк, Елена Йовановская | «Градски фраер»                      |
| 04                                   | Мартина Сильяновска                                                         | «Забава»                             |
| 05                                   | Мария Павловская                                                            | «Дождот»                             |
| 06                                   | Ирана Атанасовска и Бойдан Смалевски                                        | «Нема што да криме»                  |
| 07                                   | Роберт Митров                                                               | «Те сонувам»                         |
| 08                                   | Гордана Моневска                                                            | «Осамена»                            |
| 09                                   | Ивет Каро и Орхидея Дуковска                                                | «Ангел чувар»                        |
| 10                                   | Стефани Брзанова                                                            | «Гулапче»                            |

## На «Детском Евровидении»
Финал конкурса транслировал телеканал МТВ 1, комментатором которого была Миланка Рашик, а результаты голосования от Северной Македонии объявлял Филипп. Мартина Сильяновска выступила под седьмым номером после Франции и перед Польшей, и заняла седьмое место, набрав 64 балла.

## Голосование[4]
| Баллы     | Страна                                            |
| --------- | ------------------------------------------------- |
| 12 баллов |                                                   |
| 10 баллов |                                                   |
| 8 баллов  | Хорватия                                          |
| 7 баллов  |                                                   |
| 6 баллов  | Мальта Нидерланды                                 |
| 5 баллов  | Дания Норвегия Польша Швейцария                   |
| 4 балла   | Франция                                           |
| 3 балла   | Бельгия Великобритания Испания Кипр Латвия Швеция |
| 2 балла   | Румыния                                           |
| 1 балл    |                                                   |

| Баллы     | Страна         |
| --------- | -------------- |
| 12 баллов | Хорватия       |
| 10 баллов | Испания        |
| 8 баллов  | Дания          |
| 7 баллов  | Румыния        |
| 6 баллов  | Кипр           |
| 5 баллов  | Великобритания |
| 4 балла   | Бельгия        |
| 3 балла   | Мальта         |
| 2 балла   | Франция        |
| 1 балл    | Нидерланды     |